# Маяк Халфвей-Рок
Маяк Халфвей-Рок (англ. Halfway Rock Light) — маяк, расположенный на небольшой скале в заливе Кескоу на пути в гавань города Портленд, штат Мэн, США. Построен в 1871 году. Автоматизирован в 1975 году.

## Название
Маяк находится на полпути из одного конца залива Кескоу в другой, потому и получил такое название (англ. Halfway Rock - скала на полпути).

## История
После обретения США независимости, Портленд стал важным торговым портом, оборот которого с каждым годом увеличивался. Путь в гавань города Портленд обеспечивал маяк Портленд-Хед, но его было недостаточно. О необходимости второго маяка впервые заговорили в 1835 году, Когда корабль Самуэль (англ. Samuel) налетел на скалу в заливе Кескоу. Во время штиля скала едва выступает над уровнем моря, потому во время шторма ее практически не видно. Однако строительство маяка та и не началось. В 1861 году еще один корабль разбился о ту же самую скалу, и, наконец, было принято решение о строительстве на ней маяка. Но из-за гражданской войны финансирование было непостоянным, и маяк открыли только в 1871 году. В 1888 году к башне добавился эллинг.
Изначально маяк был оборудован линзой Френеля. В настоящее время оригинальная линза Френеля находится в музее в Академии береговой охраны США в Нью-Лондоне, Коннектикут. Маяк был автоматизирован Береговой охраной США в 1975 году.
В 1988 году он был включен в Национальный реестр исторических мест.
В 2014 году маяк был продан за 283 000$ частному лицу для восстановления и устройства музея.